# Salix hypoleuca
Salix hypoleuca är en videväxtart som beskrevs av Karl Otto von Seemen. Salix hypoleuca ingår i släktet viden, och familjen videväxter. Utöver nominatformen finns också underarten S. h. platyphylla.